# Đa số im lặng
Đa số im lặng là một nhóm lớn những người không xác định trong một quốc gia hoặc một nhóm người không công khai ý kiến của họ. Thuật ngữ này đã được Tổng thống Hoa Kỳ Richard Nixon phổ biến trong một bài diễn văn ngày 3 tháng 11 năm 1969, trong đó ông nói, "Và do đó tối nay, các bạn, đa số im lặng của vĩ đại của đồng bào Mỹ - tôi xin sự ủng hộ của bạn." cách sử dụng này đã đề cập đến những người Mỹ không tham gia vào các cuộc biểu tình lớn chống lại cuộc chiến tranh Việt Nam vào thời đó, những người không tham gia vào cuộc đối kháng văn hóa và không tham gia diễn thuyết công khai. Nixon cùng với nhiều người khác đã chứng kiến nhóm người Mỹ trung dung này bị che khuất trong giới truyền thông bởi nhóm thiểu số lên tiếng nhiều hơn.
Trước Nixon nửa thế kỷ, nó đã được sử dụng vào năm 1919 bởi chiến dịch của Warren G. Harding cho cuộc bầu cử tổng thống năm 1920. Trước đó, cụm từ này đã được sử dụng trong thế kỷ 19 như một thuật ngữ ám chỉ đến tất cả những người đã chết và những người khác đã sử dụng nó trước và sau khi Nixon tham khảo các nhóm cử tri ở các quốc gia khác nhau trên thế giới.

## Uyển ngữ cho người chết
Cụm từ đã được sử dụng trong phần lớn thế kỷ 19 để nói đến người chết - số người đang sống ít hơn số người chết trong suốt lịch sử nhân loại (năm 2011 có khoảng 14 người chết cho mỗi người sống) , vì vậy người chết là đa số trong ý nghĩa đó. Các cụm từ như "đi đến một thế giới tốt đẹp hơn", "đi trước", và "tham gia vào đa số thầm lặng" được dùng làm từ lóng để nói "đã chết". Năm 1902, thẩm phán Tòa án tối cao John Marshall Harlan đã sử dụng cụm từ này, nói trong một bài phát biểu rằng "các chỉ huy vĩ đại của cả hai bên của cuộc nội chiến đã từ lâu đã truyền cho đa số thầm lặng, để lại kí ức về sự dũng cảm tuyệt vời của họ". 

## Những cử tri trên toàn thế giới
Vào tháng 5 năm 1831, Churchill C. Cambreleng, dân biểu nghị viện bang New York, nói đến 400 thành viên của Hiệp hội Tammany, đã nói cụm từ "im lặng đa số". Cambreleng phàn nàn với khán giả về một dự luật liên bang Hoa Kỳ đã bị từ chối mà không có sự kiểm tra đầy đủ của Hạ viện Hoa Kỳ.
Năm 1883, một tác giả giấu tên tự gọi mình là "Một người Đức" đã viết một bài tưởng niệm cho Léon Gambetta, xuất bản trong The Contemporary Review, một phần của Anh. Mô tả các nhà bảo thủ người Pháp vào những năm 1870, nhà văn cho rằng "sai lầm của họ là không hấp dẫn đối với đất nước, nhưng trong việc kêu gọi thay mặt cho một chế độ quân chủ chưa được định nghĩa, thay vì một nước Cộng hòa đã tồn tại; trường hợp thứ hai họ đã có toàn bộ sự im lặng im lặng với họ".
Năm 1919, nhà quảng cáo quảng cáo Avenue Avenue và người ủng hộ đảng Cộng hòa Bruce Barton đã sử dụng thuật ngữ này để thúc đẩy chiến dịch của Calvin Coolidge trong cuộc bầu cử Tổng thống vào năm 1920. Trong tạp chí của Collier, Barton mô tả Coolidge là ứng cử viên hàng đầu: "Đôi khi có vẻ như đại đa số người khiếm thị này không có người phát ngôn nào, nhưng Coolidge thuộc về đám đông đó: ông sống như họ, làm việc như họ và hiểu được" 
Liên quan đến Charles I của Anh, sử gia Veronica Wedgwood đã viết câu này trong cuốn sách The King's Peace năm 1955, năm 1637-1641: "Vua, trong sự lạc quan tự nhiên của ông, vẫn tin rằng phần lớn thầm lặng ở Scotland có lợi cho ông ta" .